# Haematopis grataria
Haematopis grataria är en fjärilsart som beskrevs av Fabricius 1798. Haematopis grataria ingår i släktet Haematopis och familjen mätare. Inga underarter finns listade i Catalogue of Life.

## Bildgalleri

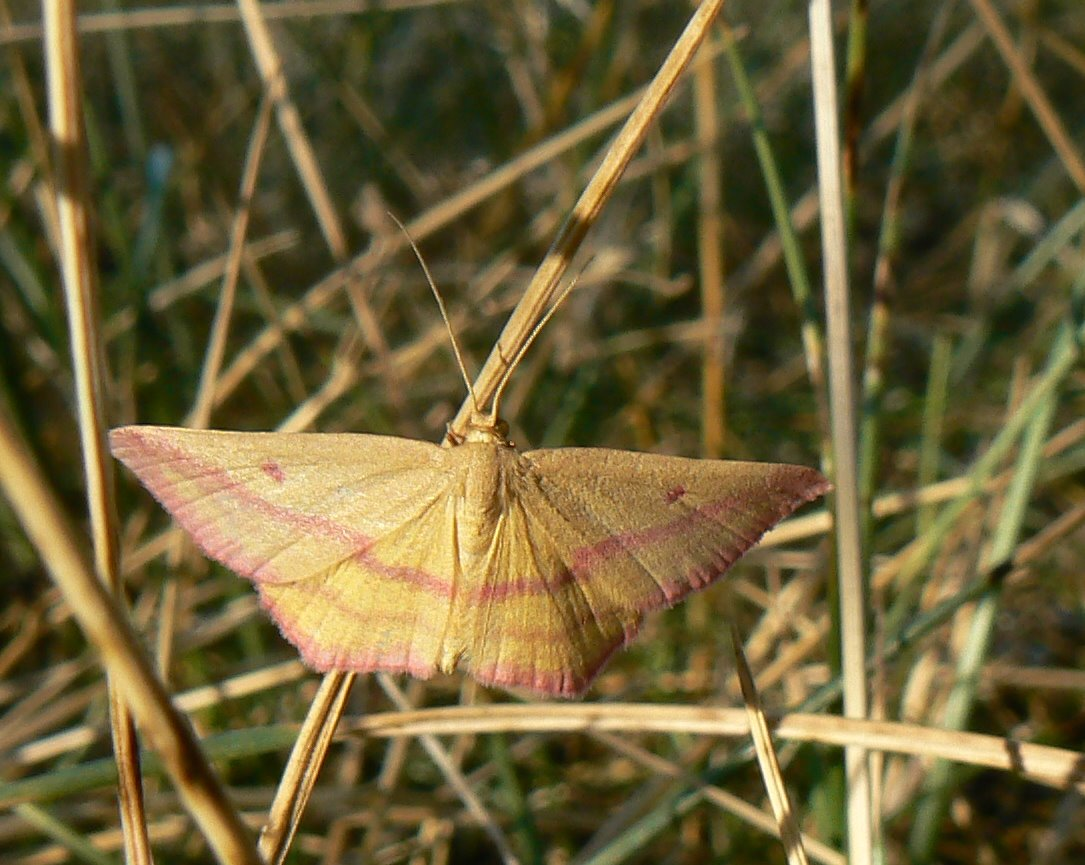
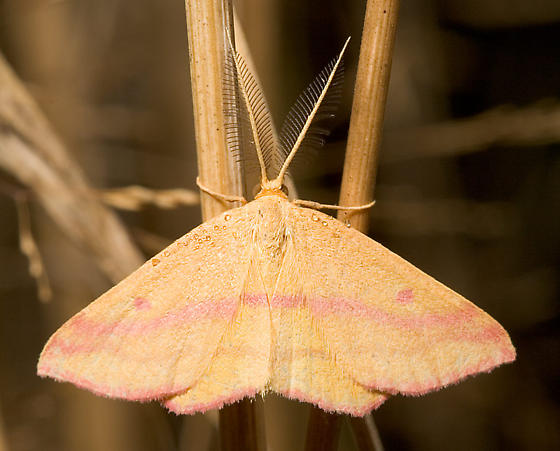